# Праві Кумаки
Праві Кума́ки (рос. Правые Кумаки) — село у складі Нерчинського району Забайкальського краю, Росія. Адміністративний центр Кумакинського сільського поселення.

## Населення
Населення — 174 особи (2010; 191 у 2002).
Національний склад (станом на 2002 рік):
- росіяни — 99 %